# Amadé Moussa
Amadé Moussa est un homme politique béninois. Il est à la tête de la ville de Zè située dans le Sud du Bénin dans le département de l'Atlantique. Il est élu maire sous l'étiquette du parti politique béninois Union progressiste.

## Biographie

### Enfance, éducation et débuts
Amadé Moussa est né 29 mars 1959, il est un opérateur économique béninois. En 2015, il est conseiller communal de la ville sous l'étiquette du par AND,.

### Carrière
Pressenti en 2015 pour être maire de la ville, il échoue au profit de Joseph Dagbénon. C'est finalement le  vendredi 29  mai 2020 qu'il est élu maire de la commune de Zè,,,,.  